# 维也纳香肠

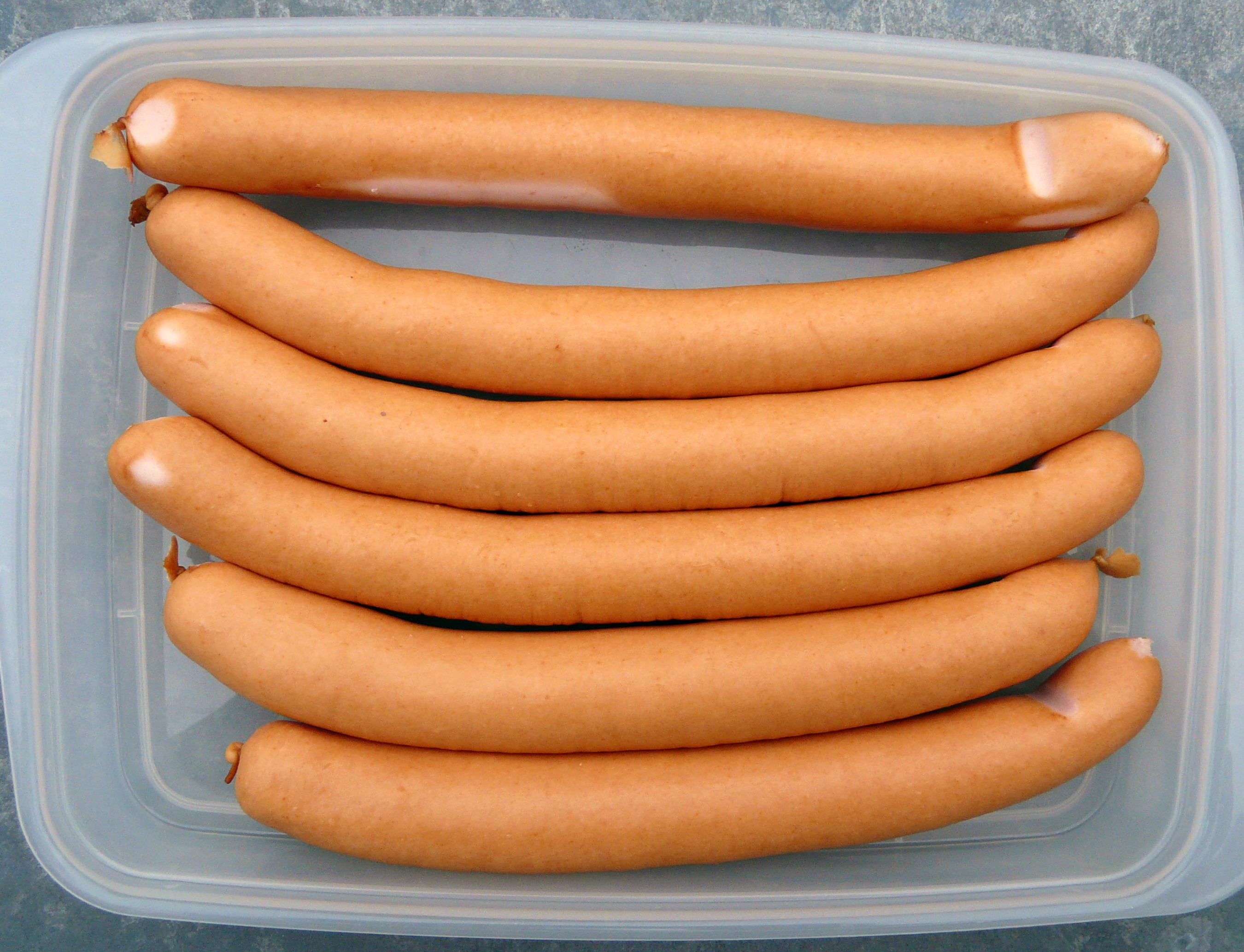
维也纳香肠

维也纳香肠（德語：Wiener Würstchen, Wiener，奥地利德语：Frankfurter Würstel或Würstl，瑞士德语: Wienerli，施瓦本方言：Wienerle或Saitenwurst）是一种半煮熟香肠，人們在製作維也納香腸時會將腌制後的猪肉或牛肉、鸡肉或火雞肉放入來自綿羊的肠衣中，然后再进行低温熏制。還有些地方的人會在麵包中放入維也納香腸和调味料，然後一起食用。